# Prizonieri pe tărâmul spiritelor
Prizonieri pe tărâmul spiritelor (Prisoners of the Ghostland) este un film western de groază din 2021 regizat de Sion Sono. Rolurile principale au fost interpretate de actorii Nicolas Cage, Sofia Boutella și Bill Moseley. Hero (Nicolas Cage) este un criminal notoriu, Hero (Nicolas Cage), care este trimis să o salveze pe nepoata adoptată a guvernatorului, care a dispărut într-o regiune întunecată numită Ghostland.
Filmul a avut premiera mondială la Festivalul de Film Sundance 2021 la 31 ianuarie 2021. Filmul a fost lansat în cinematografe și video la cerere pe 17 septembrie 2021, de către RLJE Films. Criticii au dat filmului recenzii în general mixte cu pozitive.

## Distribuție
- Nicolas Cage - Hero
- Sofia Boutella - Bernice
- Bill Moseley - Governor
- Nick Cassavetes - Psycho
- Tak Sakaguchi - Yasujiro
- Yuzuka Nakaya - Susie
- Young Dais - Ratman
- Koto Lorena - Stella
- Canon Nawata - Nancy